# Paolo Giacometti
Paolo Giacometti fue un dramaturgo italiano que nació el 19 de marzo de 1816 en Novi Ligure, Italia y falleció el 31 de agosto de 1882 en Gazzuolo, Italia, dejando escritas unas 120 obras, algunas de las cuales aún están sin publicar.
Era el quinto hijo de Francesco Maria Giacometti, senador regente del Consejo Real de esa provincia y de Nicoletta Costa. Fue llevado por su madre junto con su hermano y tres hermanas a la localidad de Sturla, cercana a Génova en 1817, cuando falleció su padre de tifus, y en esa ciudad concurrió al Colegio Real (1825-1833) y se inscribió para cursar la carrera de Derecho. 

## Sus inicios
En el tercer año debió abandonar sus estudios por problemas económicos de su familia y comenzó a trabajar como escribiente para un abogado. En forma temprana puso de manifiesto dotes para la dramaturgia con sus obras Danvelt (1833) y Riccardo di Monforte (1835), si bien su verdadero éxito teatral lo logra con su obra Rosilda (1836), un drama en verso en 4 actos. La buena recepción que tuvieron sucesivamente sus obras Luisa Strozzi  (1836), Paolo De Fornari  (1837), Godeberto re dei Longobardi  (escrito en 1837 y representado en 1838) y La famiglia Lercari  (1840),le inducen a decidir, aun contra el consejo familiar, dejar su empleo e incluso rechazar el puesto de secretario del gobernador que se le ofreciera, para dedicarse solamente al teatro, Después de componer las comedias Il poeta e la ballerina y Quattro donne in una casa se dedicó a la obra Cristoforo Colombo en la que describía la vida heroica del navegante, con la cual se hizo conocer incluso fuera del ámbito teatral de Génova, ya que se representó en Turín, Palermo, Lucca, Florencia, Roma y Venecia, permitiéndole trabar relación con otros escritores de la época como Niccolini, Paravia, Brofferio y Prati.
Ya conocido en toda la península, sigue componiendo: Un poema e una cambiale, Fieschi e Fregoso, Per mia madre cieca, Le tre classi della società, Camilla Faà di Bruno, Carlo II Stuart, Paolo da Novi, La benefattrice, L'amico di tutti, I misteri dei morti.
Influido por los acontecimientos de la época –Italia se hallaba en el período llamado del Resurgimiento- Giacometti escribe con más intensidad. A esta época corresponden: Cola di Rienzo y la serie de dramas político-sociales Le metamorfosi politiche, La moglie dell'esule, Inclinazioni e voti, Il milionario e l'artista, Gli educatori del popolo, Nobili, cittadini e plebei, Il villaggio e la città, Il patrimonio dell'orfana y La dama in seconde nozze.

## Episodio personal que influye en su obra
En 1849 sucede a Alberto Nota como comediógrafo de la Regia Compagnia Sarda di Torino, pero la separación de su esposa, la actriz Teresa Mozzidolfi, por la infidelidad de ésta lo sumerge en una profunda crisis. En esta época escribe dos de sus dos obras más famosas: el drama La colpa vendica la colpa e Inclinazione e voti, en la que denuncia la injerencia del clero en la vida civil y los efectos dañosos del celibato eclesiástico.
Por último, en mayo de 1861, falleció su esposa y pudo casarse con Luigia Saglio, una joven de Gazzuolo, sobrina del párroco, con quien tuvo dos hijos, poniendo fin a las murmuraciones y las penurias que inspiraron su obra más famosa, interpretada por E. Rossi en el mismo año, La muerte civil, drama cuya tesis es la necesidad del divorcio religioso en los casos de condena irreversible (muerte civil) de un cónyuge. Muy apreciado, gracias también a la interpretación de Salvini, recibió además en París el aplauso de Emile Zola. En 1854, fue requerido en Gazzuolo, localidad cercana a Mantua, para ayudar a una compañía de teatro local en crisis y allí escribió Torquato Tasso.

## Los últimos años
En 1878, prematuramente envejecido y físicamente enfermo, Giacometti volvió a instalarse en su ciudad natal, donde pasó un período de tranquilidad y escribió entre otras obras, La carta anónima.
En 1882 volvió a Gazzuolo, para revisitar la aldea donde había pasado los momentos felices. Murió el 31 de agosto de ese mismo año y fue enterrado  en el Cementerio monumental de Staglieno.
Actores importantes como Ristori, Rossi y Salvini transformaron sus obras en grandes éxitos, entre los cuales se encuentran La Donna (1850), La Donna in seconde nozze (1851), Giuditta (1857), Sofocle (1860). La Morte civile (1861). Una recopilación de sus obras fue publicada a partir de 1959 en Milán en 8 volúmenes.
La ciudad de Génova dio su nombre a una calle en su homenaje.

## Filmografía
Se han realizado algunas películas basadas en sus obras:
- Muerte civil (1954)
- La figlia del forzato  (1953)
- La morte civile  (1942)
- La colpa vendica la colpa  (1919)
- La morte civile  (1919)
- La morte civile  (1913)
- La morte civile  (1910)
- Muerte civil  (1910)